# Орлик (Ополе)
«Орлік» (пол. Orlik Opole) — хокейний клуб з м. Ополе, Польща. Виступає у чемпіонаті Польської Екстраліги. Заснований 20 січня 1998 року як «MUKS», у 2001—2016 роках — «Орлік» Ополе, з 2016 року — ПГЕ «Орлік» Ополе.
Домашні ігри команда проводить у Льодовому палаці «Торополь» (3,000). Офіційні кольори клубу жовтий і синій.

## Історія

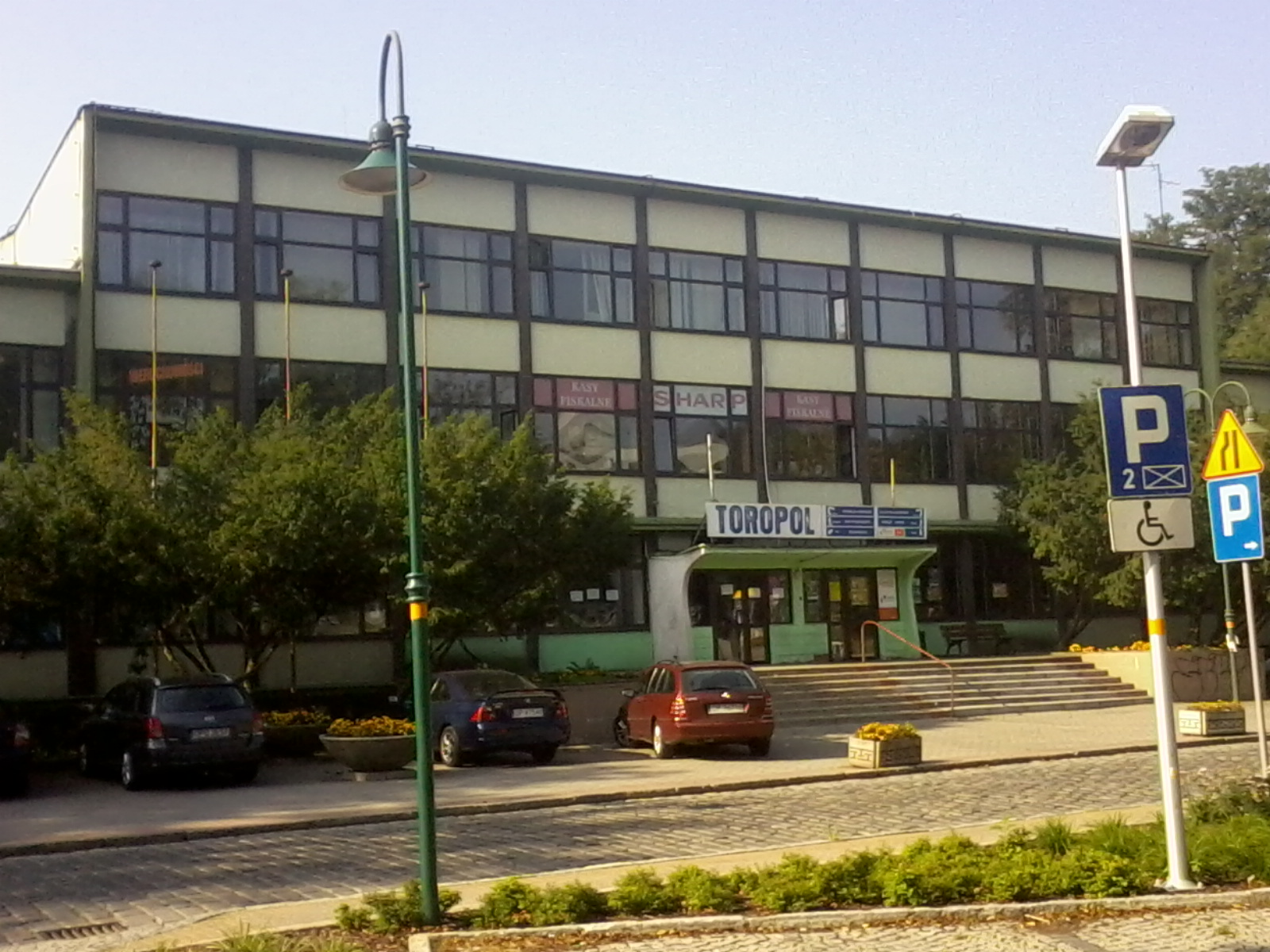
Льодовий палац «Торополь»

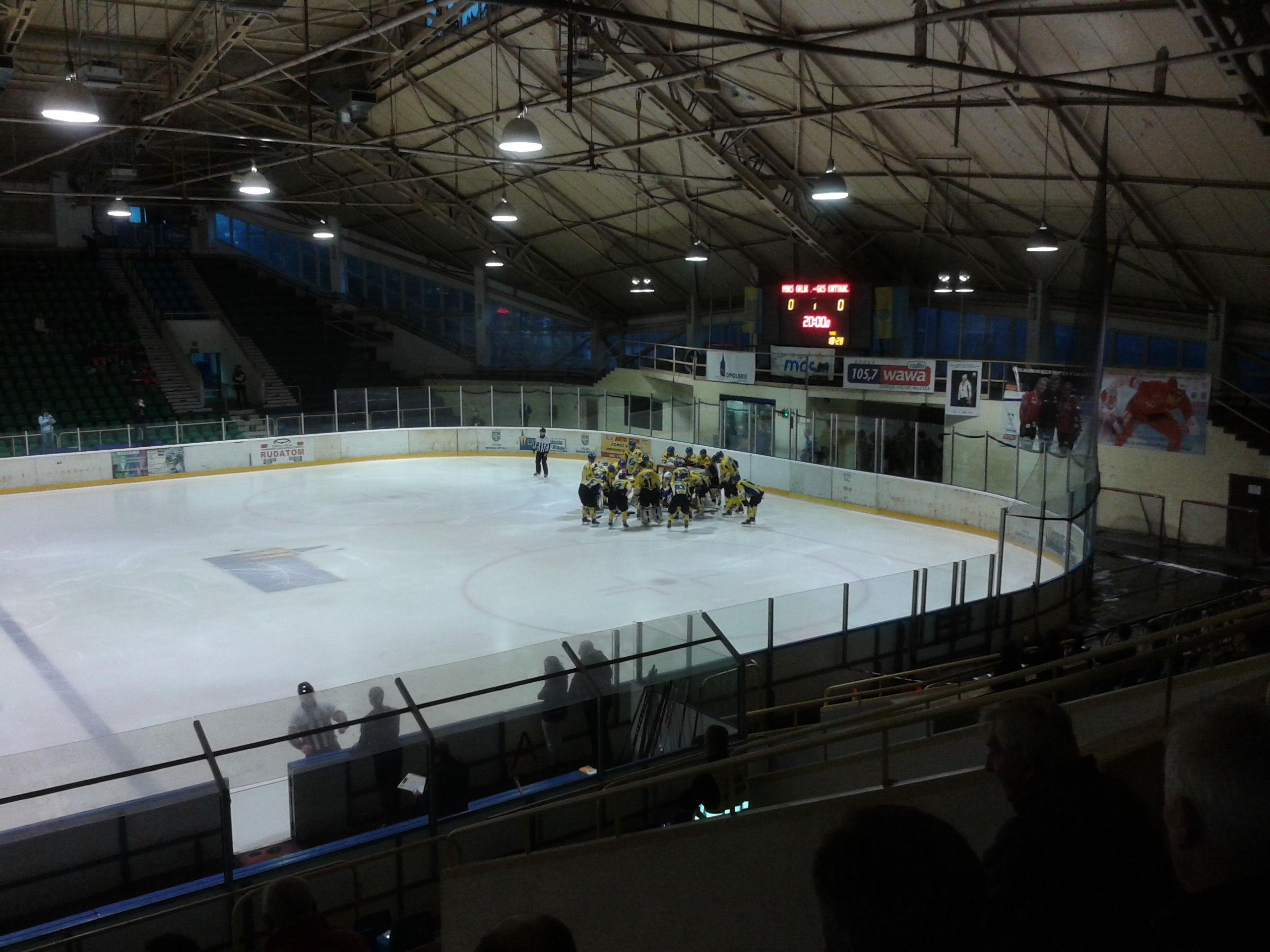
«Орлик» (Ополе) 2014 рік

Хокейний клуб «Орлік» був заснований 20 січня 1998 року під назвою «MUKS». У наступні роки змінив назву на «Орлік». 
Клуб дебютував у першому дивізіоні в сезоні 2001/2002. У сезоні 2002/2003 клуб переміг у першій лізі та перейшов до Польської Екстраліги, у якій в сезоні 2003/2004 зайняв 5-е місце. 
Через фінансові проблеми клубу перед початком сезону 2004/2005 був знятий з Польської Екстраліги.
У сезоні 2013/14 команда зайняла третє місце в першій лізі. Завдяки цьому «Орлік» повернувся в польську лігу через 10 років.
Влітку 2016 року ХК «Орлік» Ополе змінив логотип клубу та назву команди на ПГЕ «Орлік» Ополе.